# Sobrado à Praça Anchieta, n. 18
O Sobrado à Praça Anchieta, n. 18 é uma edificação localizada em Salvador, município do estado brasileiro da Bahia. Foi tombado pelo Instituto do Patrimônio Histórico e Artístico Nacional (IPHAN) em 1943, através do processo de número 250.

## Arquitetura
Sobrado urbano, que se integra volumetricamente ao vizinho, de nº 20. Desenvolve-se em três pavimentos, tendo as paredes mestras em alvenaria de pedra e divisórias em paredes francesas. A fachada apresenta vãos simétricos com janelas de púlpito no segundo andar, cercaduras e bacias de balcão em lioz. Interiormente este edifício se encontra bastante alterado.
Foi tombado pelo IPHAN em 1943, recebendo tombo histórico (Inscrição 193/1943).